# Галаса Михайло Іванович
Михайло Іванович Галаса (псевдо: «Птах») (13/21 листопада 1909, с. Криве, Козівський район, Тернопільська область — 26 травня 1942, м. Київ) — діяч УВО, окружний провідник ОУН Тернопільщини.

## Життєпис
Народився 21 листопада 1909 року в селі Криве (тепер  Тернопільського району Тернопільської області).
Закінчив Бережанську гімназію, був членом Пласту (124 курінь ім. П. Полуботка (Бережани)).
Закінчив юридичний факультет Краківського університету, магістр права.
Член УВО, а з 1929-го ОУН, районний провідник у Кривому (від 1929), політв'язень польських тюрем, повітовий провідник ОУН Бережанщини (1939).
Окружний провідник ОУН Тернопільщини (до осені 1941), імовірно, член крайового проводу у Києві.
Розстріляний гестапо 26 травня 1942 року біля Києва.